# Fructosa-1-fosfato
La fructosa-1-fosfato es un monosacárido derivado de la fructosa. Es sintetizada a partir de fructosa y ATP mediante la fructoquinasa hepática. También es sustrato de la aldolasa B, dando lugar a dos productos, gliceraldehído y dihidroxiacetona fosfato (DHAP).